# 9334 Moesta
9334 Moesta eller 1990 UU3 är en asteroid i huvudbältet som upptäcktes den 16 oktober 1990 av den belgiske astronomen Eric W. Elst vid La Silla-observatoriet. Den är uppkallad efter den tyske matematikern och astronomen Carl Wilhelm Moesta.
Asteroiden har en diameter på ungefär 5 kilometer och den tillhör asteroidgruppen Eunomia.